# Red Star Line

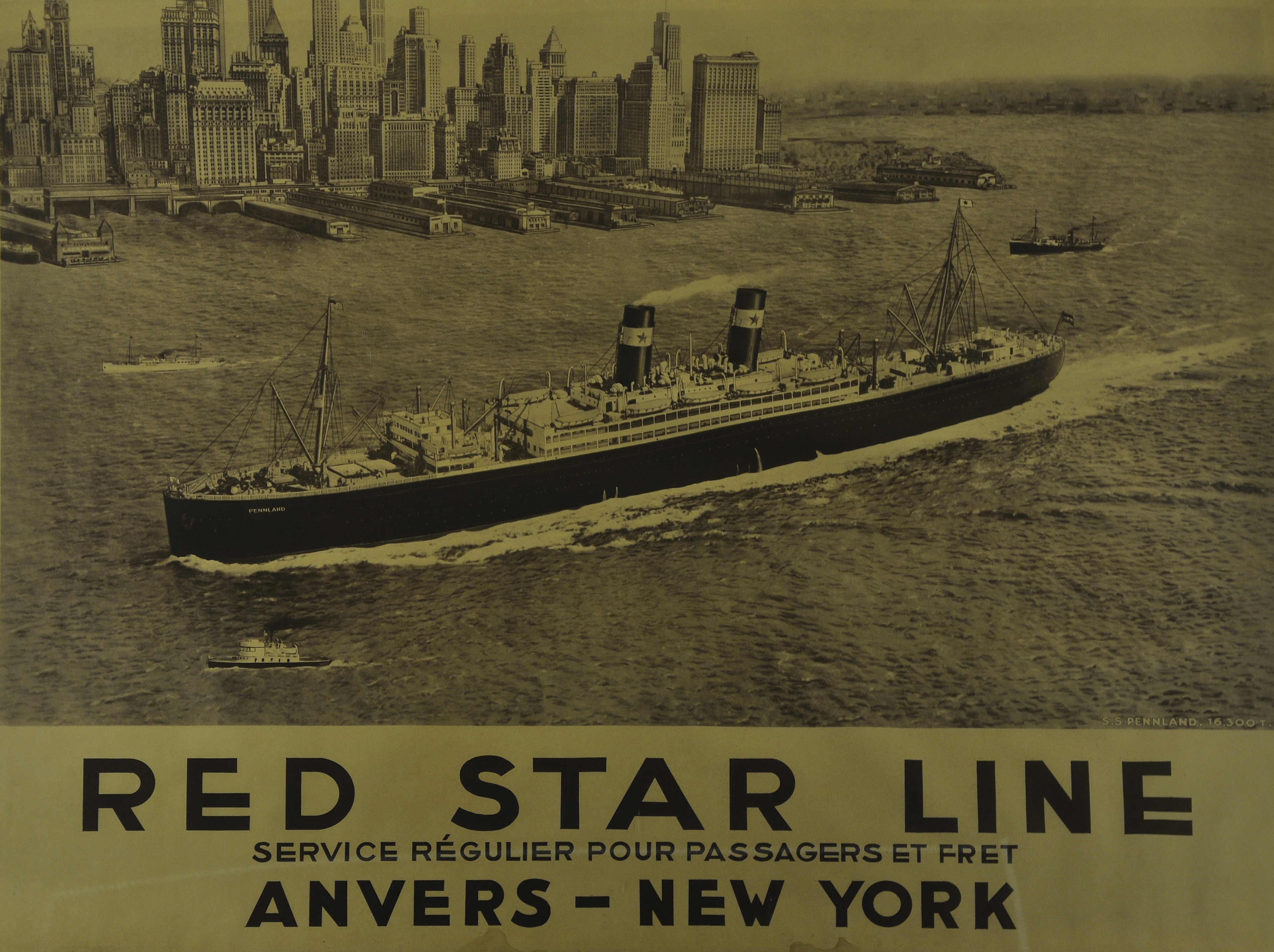
Рекламний постер Red Star Line

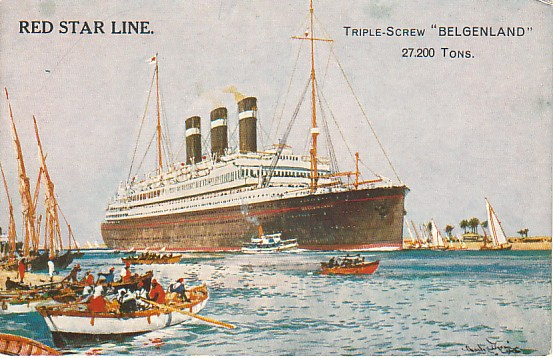
Поштова картка з пароплавом «Belgenland» 1914 року

«Red Star Line» — колишня лінія океанських пасажирських лайнерів заснована у 1871 році в результаті об'єднання ставок і ризиків між International Navigation Company в Філадельфії (США), яка також обслуговувала American Line, і Société Anonyme de Navigation Belgo-Américaine в Антверпені, (Бельгія). Климент Актон Гріском, генеральний менеджер компанії «International Navigation Company», уклав угоду з бельгійським урядом заснувати «Red Star Line» для забезпечення поштового зв'язку з Антверпену до Філадельфії та Нью-Йорку. Ця філія («Red Star Line») забезпечувала більшу частину прибутку компанії протягом наступних 30 років.
Головними портами лінії стали Антверпен (Antwerp — скорочена назва Антверпена) в Бельгії, Ліверпуль і Саутгемптон у Великій Британії, Нью-Йорк і Філадельфія в США.

## Історія

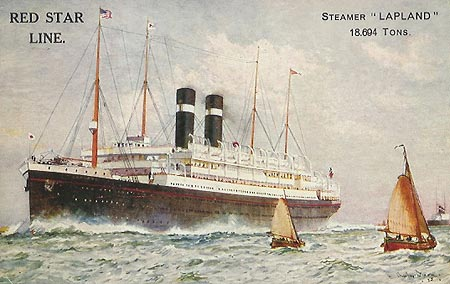
Поштова картка з пароплавом «Lapland»

Компанія була заснована Клементом Гріском, який очолював її від заснування і до спадкування її компанією International Mercantile Marine Company у 1902 році.
Компанія отримала те ж ім'я, що і лінія — «Red Star Line». «Red Star Line» пережила фінансову кризу «IMM» у 1915 році.
У 1930-х роках «Red Star Line» була частиною «Arnold Bernstein Line».
Компанія діяла до 1934 року, коли припинила свою діяльність у зв'язку з економічною депресією.

## Спадщина
Колишні склади Red Star Line в Антверпені були визначені пам'яткою та знову відкриті як музей 28 вересня 2013 року містом Антверпена. Основна увага в музеї — це історії подорожей, які можна отримати через родичів приблизно двох мільйонів пасажирів Red Star Line. На виставці відвідувач проходить слідами мандрівників від туристичної агенції у Варшаві до прибуття в Нью-Йорк. У музеї представлені твори мистецтва, що зображують емігрантів Red Star Line, роботи антверпенського художника Еугіна Ван Мігема (1875-1930) разом із пам'ятними речами Red Star Line із колекції Роберта Верворта.
Приблизно чверть з близько двох мільйонів мігрантів Червоної Зірки Лайн були євреями, в основному зі Східної Європи до відтоку, спричиненого піднесенням нацистської Німеччини. Серед них було багато відомих людей, у тому числі регулярний пасажир Альберт Ейнштейн. Дізнавшись про конфіскацію нацистами його майна, Ейнштейн вирішив не повертатися до Німеччини; його лист про відставку з Прусської академії наук, написаний на бланку лінії, є частиною музейної експозиції. Серед інших відомих емігрантів був п'ятирічний Ірвінг Берлін.

## Димові труби пароплавів компанії «Red Star Line» та схожі труби інших компаній

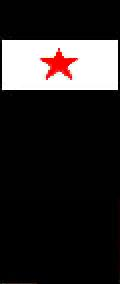
Забарвлення труб пароплавів «Red Star Line» з 1873 року.
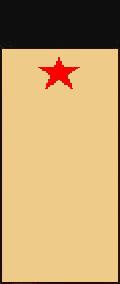
Забарвлення труб пароплавів «Red Star Line» з 1884 року.
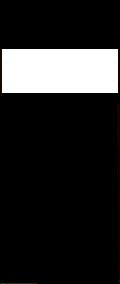
Забарвлення труб пароплавів «Inman Line» існувавшей до 1893 року і пароплавів «Red Star Line» з 1893 року.
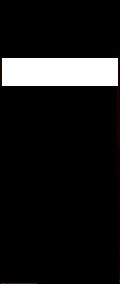
Забарвлення труб пароплавів «American Line» - біла смуга вужче, ніж у пароплавів компаній «Inman Line» і «Red Star Line».

## Список кораблів компанії Red Star Line
- Abbotsford
- Adria
- Arabic
- Belgenland (1878)
- Belgenland (1914)
- Berlin
- Cambroman
- Conemaugh
- Finland — побудований на верфі «J. & G. Thomson» в 1889 році.
- Friesland
- Gothland
- Gothic
- Kroonland
- Lapland
- Pennland — придбаний у 1882 році від "Cunard Line" і перейменований в Pennland (до цього мав ім'я Algeria)
- Rhynland
- Rusland
- Vaderland (1872)
- Vaderland (1900)
- Westernland
- Zeeland (1865)
- Zeeland (1901)